# Mạnh Thôn

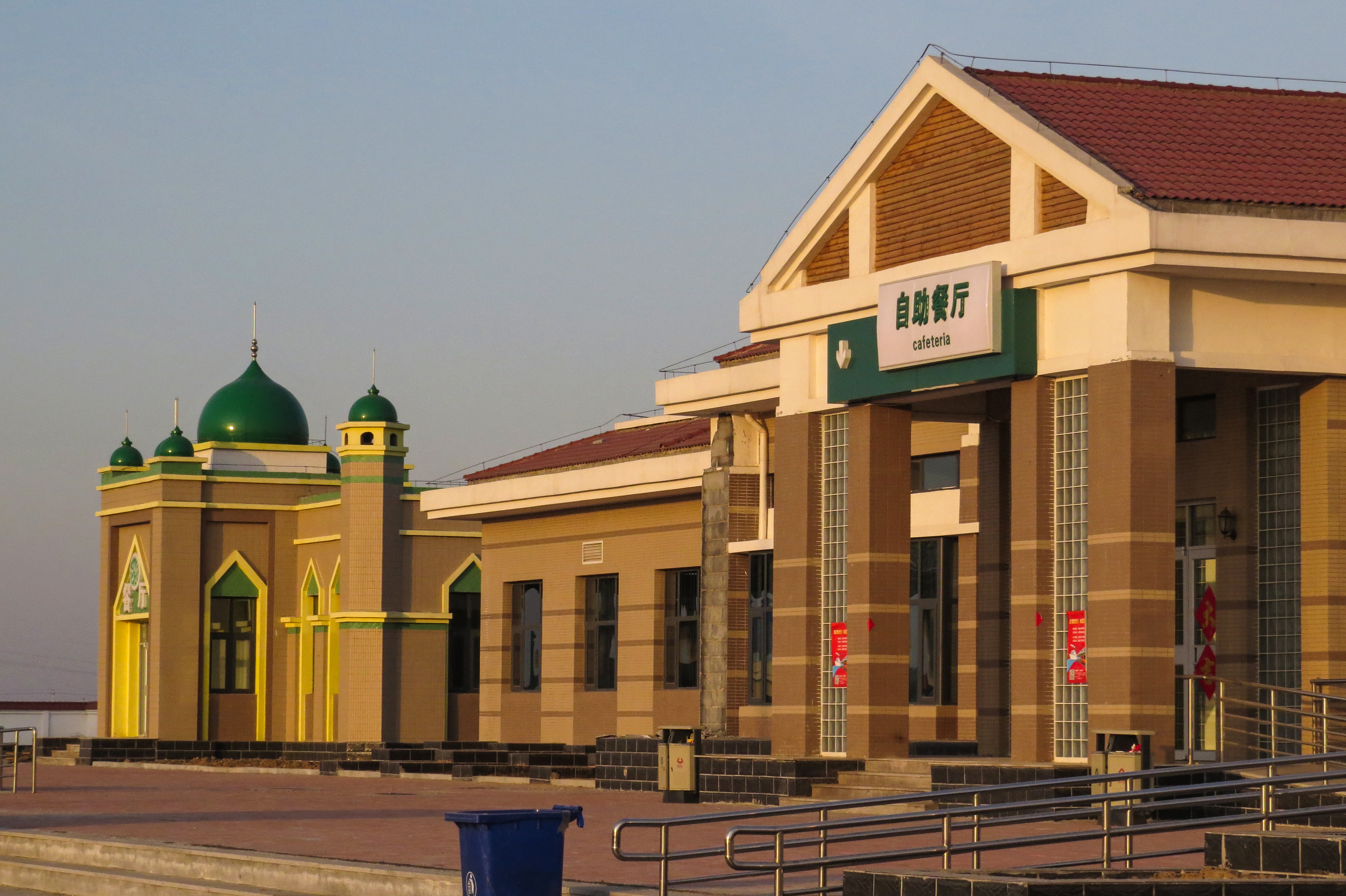
Mạnh Thôn

Huyện tự trị dân tộc Hồi Mạnh Thôn (chữ Hán giản thể: 孟村回族自治县, âm Hán Việt: Mạnh Thôn Hồi tộc Tự trị huyện) là một huyện tự trị thuộc địa cấp thị Thương Châu, tỉnh Hà Bắc, Cộng hòa Nhân dân Trung Hoa. Huyện có diện tích 384 ki-lô-mét vuông, dân số năm 1999 là 180.047 người. Mã số bưu chính của Mạnh Thôn là 061400. Huyện này nằm ở bình nguyên ven biển Bột Hải, độ cao tương đối 6-10 so với mực nước biển, nhiệt độ bình quân năm là 12,1 độ C, bình quân tháng 1 là -4,7 độ C, tháng 7 bình quân 26,4 độ C.